# Сеттела Штайнбах
Анна-Марія (Сеттела) Штайнбах (23 грудня 1934, Бюхтен, Нідерланди — між 31 липня і 3 серпня 1944 року, табір смерті Аушвіц в Освенцімі) — циганська дівчинка з Нідерландів, яка загинула разом з родиною у нацистському таборі смерті Освенцім. Її фотографія, яка є кадром з документального кіноматеріалу, відзнятого під час навантаження в'язнів на ешелон в Освенцім, довгий час була одним із символів Голокосту в Нідерландах, поки в 1994 році журналіст Ад Вагенар (нід. Aad Wagenaar) не встановив особистість дівчинки та її приналежність до циганської народності сінті. Тепер світлина є символом геноциду європейських циган.

## Біографія
Анна-Марія (циганське ім'я — Сеттела) Штайнбах народилася 1934 року в селі Бюхтен громади Сіттард-Гелен в провінції Лімбург, Нідерланди. Сеттела була сьомою дитиною в сім'ї торговця і скрипаля Генріха (Муселмана) і Емілії (Тутели) Штайнбах, у яких було десять дітей.
16 травня 1944 року арештована в Ейндговені під час організованої по всій країні облави на циган. В той же день разом з іншими 577 заарештованими депортована до транзитного табору Вестерборк. 279 осіб були відпущені, бо за расовими критеріями нацистів не вважалися циганами, незважаючи на те, що проживали, як цигани, у житлових фургонах.

## Загибель
19 травня 1944 року 244 цигана, в числі яких була Сеттела, були відправлені ешелоном до концентраційного табору смерті Освенцім (Аушвіц-Біркенау). У Вестерборці в'язень транзитного табору єврей Рудольф Бреслауер, за наказом німецького коменданта табору Альберта Конрада Геммекера, знімав кінохроніку відправлення ешелону з депортованим. Серед інших до кадру потрапила Сеттела. За свідченням очевидиці Краси Вагнер, яка перебувала в тому ж товарному вагоні, мати Сеттели окрикнула дівчинку по імені і веліла відійти від дверей, щоб їй не прищемили голову, бо вже було чути, як засовують і замикають зовні стулки дверей. У короткому фрагменті документального фільму Сеттела визирає у прочинені двері товарного вагона. Можливо, вона дивиться на собаку, що бігала біля поїзда. Голова дівчинки пов'язана шматком матерії, можливо, розірваної наволочкою, — всім циганкам перед відправкою поголили голову для профілактики педикульозу, і, за спогадами Вагнер, їм довелося прикривати голову аби чим.
21 травня ешелон прибув до Освенціму. Депортовані цигани були зареєстровані і поміщені до так званого «циганського сімейного табору». Визнані працездатними змушували працювати на побудованих біля Освенціма заводах концерну «І. Г. Фарбеніндастрі», а також у зовнішніх командах з метою «знищення за допомогою праці». Інші 3000 в'язнів-циган у період з липня по 3 серпня 1944 року були закатовані газом. В їх числі були Сеттела Штайнбах, її мати, два брати, дві сестри, тітка, два племінники і племінниці. З усієї родини Сеттели вижив тільки батько. Він помер від горя в 1946 році і похований в Маастрихті.

## Ушанування пам'яті
Після війни семисекундний фрагмент кінострічки Рудольфа Бреслауера незліченну кількість разів використовувався в документальних фільмах. Образ невідомої «дівчинки в хустці», яка злякано визирала з вагона поїзда, що відправлявся в Освенцім, став символом жертв масових злочинів нацистів. Помилкова ідентифікація приреченої на смерть дівчинки як єврейки сталася через те, що темі геноциду ромів довгий час приділялося мало уваги.
У грудні 1992 року нідерландський журналіст Ад Вагенар зацікавився особистістю дівчинки. З деяких деталей зовнішнього вигляду вагонів — насамперед за номерами, написаним крейдою на борту, — а також з'ясувавши приналежність єдиної валізи, що потрапила у кадр, Вагенар встановив дату відправки знятого ешелону — 19 травня 1944 року. За документами, це був змішаний ешелон, на якому депортувались нідерландські євреї та цигани. 7 лютого 1994 року Краса Вагнер, що уціліла в Освенцімі і проживала на стоянці «жителів фургонів» в Спейкеніссе, упізнала Сеттелу з фотографії, яку їй показав Вагенар. «Жителі фургонів» — маргінальна соціальна група в Нідерландах (принизливо звана «kampers»; переважний самоназва — «reizigers», «мандрівні»), що утворилася в XIX столітті з представників збіднілих верств нідерландської населення. Вони розмовляють на соціолекті «баргунс», різновиді нідерландського жаргону.
Історія про те, як була визначена дівчинка з сумно відомої світлини, розказана в документальному фільмі «Settela, gezicht van het verleden» («Сеттела, обличчя з минулого») (режисер Cherry Duyns, 1994). Результати свого журналістського розслідування Вагенар опублікував у книзі.